# هانسی فلیک
هانس « هانزی» دیتر فلیک (تلفظ آلمانی: [ˈhanzi ˈflɪk]) (به آلمانی: Hans-Dieter Flick) (زادهٔ ۲۴ فوریه ۱۹۶۵) بازیکن پیشین و سرمربی کنونی فوتبال اهل آلمان است. وی هم‌اکنون هدایت باشگاه فوتبال بارسلونا را برعهده دارد.

## دوران بازی
هانسی فلیک فوتبال حرفه ای خود را در سال ۱۹۸۲، در باشگاه زاندهاوزن آلمان شروع کرد. سپس او در سال ۱۹۸۵ به بایرن مونیخ رفت و در مجموع ۵ سال بازی برای بایرن مونیخ، آمار ۱۰۴ بازی و ۵ گل را به ثبت رساند. او سپس ۴۴ بازی برای کلن انجام داد تا اینکه در سال ۱۹۹۳ به دلیل مصدومیت از فوتبال حرفه ای بازنشسته شد. آخرین دوره او به عنوان یک فوتبالیست از سال ۱۹۹۴ تا ۲۰۰۰ با ویکتوریا بامنتال بود.
هانسی فلیک هیچگاه به تیم ملی بزرگسالان آلمان دعوت نشد و تنها تجربه ملی او به سال ۱۹۸۳، در تیم ملی زیر ۱۸ سال آلمان بر می‌گردد که ۲ بازی انجام داد.

## دوران مربیگری
فلیک مربیگری خود را در آخرین تیم خود شروع کرد. وی بعد از گذارندن ۴ سال به عنوان مربی بازیکن تیم ویکتوریا بامنتال به تیم هوفنهایم رفت و در آنجا ۵ سال سرمربی بود. او سپس به تیم ردبول سالزبورگ اتریش رفت تا دستیار مربی باشد. وی در سال بعد به عنوان دستیار یواخیم لوو به تیم ملی آلمان رفت.

### بایرن مونیخ
او پس از کسب جام جهانی ۲۰۱۴ برزیل به عنوان دستیار سرمربی، ۵ سال خانه‌نشین شد. در سال ۲۰۱۹، مدیران بایرن مونیخ تصمیم گرفتند نیکو کواچ مربی جوان فرانکفورت را که دوره ای خود نیز در بایرن مونیخ بازی می‌کرد به خدمت بگیرند. نیکو کواچ، فلیک را به عنوان دستیار اصلی خود انتخاب کرد. نیکو کواچ در نیم فصل از مربیگری بایرن مونیخ برکنار شد و فلیک که تا قبل از آن دستیار کواچ بود جایگزین شد. مدیران بایرن مونیخ با او تا سال ۲۰۲۳، قراردادی را به امضا رساندند. او توانست در ۲۵ بازی اول خود روی نیمکت بایرن مونیخ ۲۲ برد را تجربه کند که پیش از این تنها پپ گواردیولا مربی اسپانیایی منچسترسیتی به این رکورد دست پیدا کرده بود.
فلیک با هدایت بایرن مونیخ در لیگ قهرمانان اروپا توانست راهی فینال این رقابت‌ها شود. آنها در مرحله یک چهارم نهایی موفق شده بودند در یک بازی تک حذفی ۸–۲ بارسلونا را از پیش رو بردارند. او موفق شد با این تیم لیگ قهرمانان اروپا ۲۰۲۰ را فتح کند. وی در کنار پپ گواردیولا به تنها مربیانی تبدیل شدند که به شش‌گانه دست پیدا کرده‌اند.
فلیک اولین افتخار انفرادی خود، عنوان بهترین مربی سال اروپا را که توسط یوفا اهدا می‌شود در ۱ اکتبر ۲۰۲۰ به دست آورد.
او در سال ۲۰۲۱، در کنفرانس خبری بعد از بازی با باشگاه فوتبال ولفسبورگ اعلام کرد که از جمع بایرن جدا می‌شود.

### آلمان
فلیک در سال‌های ۲۰۲۱ تا ۲۰۲۳ هدایت تیم ملی فوتبال آلمان را بر عهده داشت.

### بارسلونا
در ۲۹ مه ۲۰۲۴، فلیک به عنوان سرمربی جدید باشگاه بارسلونا، قراردادی تا ۳۰ ژوئن ۲۰۲۶ امضا کرد.

## آمار مربیگری
تا تاریخ ۳۰ آوریل ۲۰۲۵
| تیم              | کشور    | از            | تا              | رکورد | رکورد | رکورد | رکورد | رکورد   | منبع                                      |
| تیم              | کشور    | از            | تا              | G     | W     | D     | L     | پیروز % | منبع                                      |
| ---------------- | ------- | ------------- | --------------- | ----- | ----- | ----- | ----- | ------- | ----------------------------------------- |
| ویکتوریا بامنتال | آلمان   | ۱ ژوئیه ۱۹۹۶  | ۳۰ ژوئن ۲۰۰۰    | ۱۲۲   | ۴۴    | ۳۳    | ۴۵    | ۰۳۶     | [ ۱۰ ] [ ۱۱ ] [ ۱۲ ] [ ۱۳ ]               |
| هوفنهایم         | آلمان   | ۱ ژوئیه ۲۰۰۰  | ۱۹ نوامبر ۲۰۰۵  | ۱۹۶   | ۸۸    | ۴۶    | ۶۲    | ۰۴۵     | [ ۱۴ ] [ ۱۵ ] [ ۱۶ ] [ ۱۷ ] [ ۱۸ ] [ ۱۹ ] |
| بایرن مونیخ      | آلمان   | ۳ نوامبر ۲۰۱۹ | ۳۰ ژوئن ۲۰۲۱    | ۸۶    | ۷۰    | ۹     | ۷     | ۰۸۱     | [ ۲۰ ] [ ۲۱ ]                             |
| آلمان            | آلمان   | ۱ اوت ۲۰۲۱    | ۱۰ سپتامبر ۲۰۲۳ | ۲۵    | ۱۲    | ۷     | ۶     | ۰۴۸     |                                           |
| بارسلونا         | اسپانیا | ۲۹ مهٔ ۲۰۲۴    | تاکنون          | ۶۰    | ۴۴    | ۷     | ۹     | ۰۷۳     |                                           |
| مجموع            | مجموع   | مجموع         | مجموع           | ۴۸۹   | ۲۵۸   | ۱۰۲   | ۱۲۹   | ۰۵۳     |                                           |

## افتخارات

### بازیکن
بایرن مونیخ
- بوندس‌لیگا(۴): ۸۶–۱۹۸۵، ۸۷–۱۹۸۶، ۸۹–۱۹۸۸، ۹۰–۱۹۸۸
- جام حذفی فوتبال آلمان(۱): ۸۶–۱۹۸۵
- سوپر جام فوتبال آلمان(۱): ۱۹۸۷
- جام باشگاه‌های اروپا: ۸۷–۱۹۸۶ (نایب قهرمان)

### مربیگری
بایرن مونیخ
- بوندس‌لیگا(۲): ۲۰–۲۰۱۹، ۲۱–۲۰۲۰
- جام حذفی فوتبال آلمان(۱): ۲۰–۲۰۱۹
- سوپر جام فوتبال آلمان(۱): ۲۰۲۰
- لیگ قهرمانان اروپا(۱): ۲۰–۲۰۱۹
- سوپر جام اروپا(۱): ۲۰۲۰
- جام باشگاه‌های جهان(۱): ۲۰۲۱

بارسلونا
- لالیگا(۱): ۲۵–۲۰۲۴
- جام حذفی فوتبال اسپانیا(۱): ۲۵–۲۰۲۴
- سوپرجام فوتبال اسپانیا(۱): ۲۰۲۵

انفرادی
- بهترین مربی سال اروپا: ۲۰–۲۰۱۹
- بهترین مربی سال جهان: ۲۰۲۰
- بهترین مربی سال آلمان: ۲۰۲۰
- سرمربی برتر سال به انتخاب گلوب ساکر: ۲۰۲۰
- مربی فصل بوندسلیگا: ۲۰–۲۰۱۹
- بهترین مربی ماه لالیگا: آگوست ۲۰۲۴، اکتبر ۲۰۲۴، فوریه ۲۰۲۵